# Kingsport, Tennessee

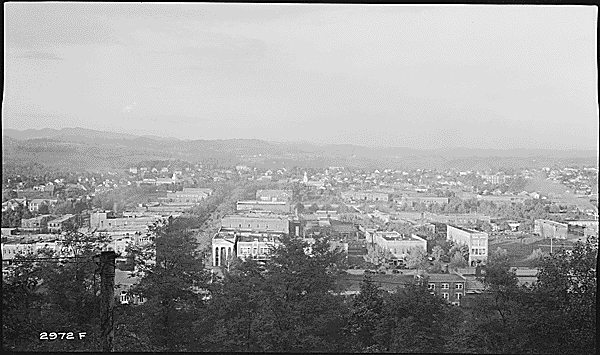
Kingsport năm 1937

Kingsport, Tennessee là một thành phố thuộc quận Sullivan và Hawkins, tiểu bang Tennessee, Hoa Kỳ. Thành phố có diện tích 131,5 km², dân số thời điểm năm 2010 theo điều tra của Cục điều tra dân số Hoa Kỳ là 48.205 người.